# Linus Pauling
Linus Carl Pauling (født 28. februar 1901, død 19. august 1994) var en amerikansk fysisk kemiker.
Pauling var pioner indenfor anvendelsen af kvantemekanik i kemien og blev i 1954 tildelt Nobelprisen i kemi for sit arbejde med at beskrive kemiske bindingers natur. Han gav også vigtige bidrag til bestemmelsen af proteinstrukturer og var en af grundlæggerne af molekylær biologi. Pauling modtog Nobels fredspris i 1962 for sin kamp mod atomprøvesprængninger på jordoverfladen og blev således den eneste person i historien, der individuelt har modtaget Nobelprisen på mere end et felt (Marie Curie fik Nobelpriser i fysik og kemi, men delte den første og vandt den anden individuelt; John Bardeen vandt to Nobelpriser, men begge var i fysik, og begge var delt; Frederick Sanger vandt to Nobelpriser i kemi). Senere i sit liv blev han fortaler for regelmæssig indtagelse af store mængder C-vitamin, en kur som forskning nu indikerer, der kan være medicinsk belæg for.
Linus Pauling Award er opkaldt efter ham.
Linus Paulings vej på Frederiksholmen ved H.C.Ørstedværket er ligeledes opkaldt efter ham.